# 賓士域的卡羅琳
布倫瑞克-沃爾芬比特爾的卡羅琳（Caroline of Brunswick-Wolfenbüttel，1768年5月17日—1821年8月7日），全名卡羅琳·阿米利亞·伊麗莎白（Caroline Amelia Elizabeth），不倫瑞克公國公主，英王喬治四世妻子。

## 生平
她是不伦瑞克-吕讷堡公爵卡尔·威廉·斐迪南和大不列颠公主奥古斯塔的第三个孩子（次女）。1795年，卡罗琳與舅舅喬治三世的长子、表哥威爾斯親王喬治大婚，成為威尔士王妃，但兩人個性及興趣皆相反造成婚姻迅速失和。丈夫喬治甚至在蜜月期間都帶著當時的情婦澤西伯爵夫人隨侍在側，在卡羅琳宣布懷孕後兩人立即分居。1796年，卡羅琳生下女儿夏洛特，其后離開英國長年旅居於歐洲大陸。
1820年1月29日，當丈夫喬治即位為喬治四世時，卡羅琳自歐洲大陸返回英國爭取成為王后。乔治四世则要求政府向国会提交1820年痛苦和刑罰草案，企圖解除两人婚姻关系，并禠夺她王后身份。但在喬治四世的加冕典禮舉行後不久她突然驟逝，因此直至去世，都未曾被加冕為王后。

## 头衔
- 1768年5月17日 – 1795年4月8日: Her Highness Princess Caroline, Duchess of Brunswick-Wolfenbüttel（卡罗琳公主，布伦瑞克-沃尔芬比特尔女公爵）
- 1795年4月8日  – 1820年1月29日: Her Royal Highness The Princess of Wales（威尔士王妃）
- 1820年1月29日 – 1821年8月7日: Her Majesty The Queen（英国王后）